# 小行星2319
小行星2319（2319 Aristides）是一颗绕太阳运转的小行星，为主小行星带小行星。该小行星于1960年10月17日发现。
該小行星以古希臘政治家阿里斯提德命名。

## 轨道参数
小行星2319的轨道半长轴为2.9040089 UA，离心率为0.094。